# پت پاسیلو
پت پاسیلو (انگلیسی: Pat Pacillo؛ زادهٔ ۲۳ ژوئیهٔ ۱۹۶۳) بازیکن بیس‌بال اهل ایالات متحده آمریکا است.
وی در مسابقات کشوری و بین‌المللی در مجموع برندهٔ ۱ مدال نقره شده‌است.